# 農貢縣 (交阯)
農貢縣，是明代交阯承宣布政使司清化府九真州下轄的一個縣，後陷入安南，治所約在今越南清化省農貢縣及如春縣等地。

## 沿革
- 永樂五年六月癸未朔（1407年7月5日）置，隸清化府九真州[2]。
- 永樂六年十月二十六日（1408年11月13日），設要翁關、立關、黑關廵檢司隸農貢縣[3]。
- 永樂十四年十月十日（1416年10月30日），設農貢縣之永通馬驛[4]。
- 永樂十六年三月初七日（1418年4月12日），設農貢縣儒學[5]。
- 永樂十七年九月十四日丙辰（1419年10月3日），併九真州之農貢縣入本州[6]。

## 人物
- 劉政安，㑹同縣太平人，農貢縣墨関廵檢[7]